# Liste des attentats islamistes meurtriers en Autriche
Pour un article plus général, voir Liste des attentats islamistes meurtriers en Europe.
 (signalé en juin 2025).
Si vous disposez d'ouvrages ou d'articles de référence ou si vous connaissez des sites web de qualité traitant du thème abordé ici, merci de compléter l'article en donnant les références utiles à sa vérifiabilité et en les liant à la section « Notes et références ».
- Archive Wikiwix
- Bing
- Cairn
- DuckDuckGo
- E. Universalis
- Gallica
- Google
- G. Books
- G. News
- G. Scholar
- Persée
- Qwant
- (zh) Baidu
- (ru) Yandex
- (wd) trouver des œuvres sur Wikidata

Cette page recense la liste des attentats islamistes qui ont eu lieu en Autriche et qui ont fait au moins 1 mort.

## Attentats islamistes meurtriers

### Années 2020-
| Date            | Ville  | Lieu(x)     | Nombre de morts | Organisation terroriste | Victimes | Remarques                                              | Article détaillé                     |
| --------------- | ------ | ----------- | --------------- | ----------------------- | -------- | ------------------------------------------------------ | ------------------------------------ |
| 2 novembre 2020 | Vienne | Stadttempel | 4               | État islamique          |          | Un terroriste ouvre le feu à proximité d'une synagogue | Attentat du 2 novembre 2020 à Vienne |
| Total           | Total  | Total       | 4               |                         |          |                                                        |                                      |